# شهرستان بنجن
شهرستان بنجن (به لهستانی: Powiat Będzin) یک شهرستان در لهستان است که در استان سیلسیان واقع شده‌است. شهرستان بنجن ۳۶۸٫۰۲ کیلومتر مربع مساحت و ۱۵۱٬۱۲۲ نفر جمعیت دارد.